# Корнберг, Роджер
Роджер Дэвид Ко́рнберг (англ. Roger David Kornberg; род. 24 апреля 1947, Сент-Луис, Миссури) — американский биохимик, лауреат Нобелевской премии по химии (2006). Профессор Стэнфордского университета, член Национальной академии наук США (1993), иностранный член Лондонского королевского общества (2009) и Российской академии наук (2016).

## Биография
Родился в еврейской семье, лауреата Нобелевской премии по медицине Артура Корнберга и биохимика Сильвии Рут Леви. Роджер присутствовал на церемонии вручения отцу Нобелевской премии в Стокгольме в 1959 году.
В 1967 году окончил Гарвардский университет со степенью бакалавра, в 1972 году получил учёную степень доктора в Стэнфордском университете. Выполнял исследовательские работы в лаборатории при Кембриджском университете в Великобритании. С 1976 года работал в военно-медицинской школе при Гарвардском университете в должности доцента. В 1978 году вернулся в Стэнфордский университет — на должность профессора. В 2006 году был удостоен Нобелевской премии по химии за исследование механизма копирования клетками генетической информации.
Член Американской академии искусств и наук и EMBO (2003).
26 апреля 2010 стало известно, что Роджер Корнберг станет сопредседателем научно-технического совета инновационного центра «Сколково» (Инноград), вместе с Жоресом Алфёровым.
В сентябре 2011 Роджер Корнберг высоко оценил результаты проекта по созданию иннограда: «Я думаю, что мы достигли просто гигантского прогресса. Сегодня я настроен очень оптимистично, и надеюсь, что скоро мы увидим результаты».
В 2016 году Корнберг подписал письмо с призывом к Greenpeace, Организации Объединённых Наций и правительствам всего мира прекратить борьбу с генетически модифицированными организмами (ГМО).

## Награды и отличия
- Eli Lilly Award in Biological Chemistry[англ.] (1981)
- Passano Award[англ.] (1982)
- Премия Харви (1997)
- Международная премия Гайрднера (2000)
- Премия Уэлча[англ.] (2001)
- Pasarow Award[англ.] (2002)
- Grand Prix Charles-Leopold Mayer[англ.] (2002)
- Премия Мэссри (2003, совместно с Ч. Д. Эллисом и М. Грюнштейном)
- Премия Альфреда Слоуна[англ.] (2005)
- Нобелевская премия по химии (2006)
- Премия Диксона (2006)
- Премия Луизы Гросс Хорвиц (2006)
- Шрёдингеровская лекция (Имперский колледж Лондона) (2008)

Почётный доктор университета Умео.